# Charles François Bouteiller
Pour les articles homonymes, voir Bouteiller.
Charles François Bouteillier est un homme politique français né le 18 juillet 1760 à Nantes, ville où il est mort le 29 janvier 1845.

## Biographie
Sa mère, Eléonore Browne, appartenait à une ancienne famille originaire d'Irlande. Sa petite-nièce, l'artiste-peintre Sophie de Bouteiller, prendra le nom d'artiste de Henriette Browne.
Maître ès arts de l'Université de Nantes, il devient négociant et armateur à Nantes comme son père, Guillaume Bouteiller (1713-1802), juge-consul des marchands, conseiller-secrétaire du roi, qui, élu député aux États généraux de 1789, refusa d'y siéger « à cause de son âge et de ses affaires ».
Devenu gendre de Louis Drouin, il est le père du compositeur Guillaume Bouteiller, ainsi que le grand-père de Jacques et Jehan de Bouteiller.
Capitaine, puis commandant de la garde nationale à Nantes, président de canton, puis conseiller de préfecture de la Loire-Inférieure, il en est élu député au Corps législatif le 10 août 1810 et y siège encore sous la Restauration. Il devient également conseiller municipal de Nantes.
Sous la Restauration, il reçoit la croix de la Légion d'honneur.
Bouteillier démissionne de ses fonctions de conseiller de préfecture le 7 août 1830 afin de ne pas avoir à prêter le serment de fidélité à Louis-Philippe.

## Sources
- « Charles François Bouteiller », dans Adolphe Robert et Gaston Cougny, Dictionnaire des parlementaires français, Edgar Bourloton, 1889-1891 [détail de l’édition]